# Малинка Олександр Никифорович
Олександр Никифорович Малинка (нар. 19 (7) серпня 1865, Мрин, Ніжинський повіт, Чернігівська губернія, Російська імперія  — пом. 22 травня 1941, Київ, Українська РСР, СРСР) — український етнограф, фольклорист кінця ХІХ століття та доби Розстріляного відродження. Член Чернігівської та Полтавської археографічних комісій Російської імперії. Член Етнографічно-фольклорної комісії при ВУАН. Голова Ради Всеукраїнського етнографічного товариства. Співредактор журналу «Побут». Праці О. Малинки стали одним із фольклорно-етнографічних джерел для багатьох українських письменників.
Досліджував фольклор, етнографію, легенди, говірки, обряди, весільне дійство, родини й хрестини, народні пісні та думи, колядки, щедрівки, замовляння, кобзарське мистецтво, живий вертеп, які побутували на Гетьманщині та Волині.

## Життєпис
Народився в родині мринського священика в другому поколінні отця Никифора Романовича Малинки, який мав чотирьох синів і трьох дочок.
Про себе вчений згадував: 
| «Народну пісню я полюбив ще змалку: моя мати родом з Роменщини, мала гарний голос, знала багато полтавських та чернігівських пісень, любила співати їх, а разом з нею співали хором і ми, діти, та сусіди-гості». |
Батько Никифор Романович дав синові максимально якісну освіту, яку тільки міг собі дозволити, то ж Олександр навчався в Ніжинській гімназії.
Також, вагому роль в освіті талановитого юнака відіграли його земляки. Після утворення з Юридичного ліцею князя Безбородька однойменного Історико-філологічний інституту, Леонід Платонович Рудановський, засновник стипендії на честь свого батька П.О. Рудановського, наполіг на тому, щоб передати цю стипендію до гімназії при інституті. Кандидатури на стипендію подавала до гімназії Людмила Платонівна Рудановська (пізніше - Коробка) - сестра мецената, уродженка м.Мрин.
У 1875/1876 навчальному році Олександр Малинка отримав стипендію Платона Осиповича Рудановського в розмірі 100 рублів сріблом за заслуги у навчанні.
9 червня 1885 — закінчив Ніжинську гімназію. Вступив до Імператорського історико-філологічного інституту у Петербурзі.
1886 — повернувся в Україну, перевівся на другий курс Ніжинського історико-філологічного інститут князя Безбородька. Збирав фольклорно-етнографічні матеріали, вивчав місцеві говірки під керівництвом професора Соколова. Зав'язав контакти з Московським Товариством любителів природознавства, антропології та етнографії.
1890 — закінчив Ніжинський  історико-філологічний  інститут  князя Безбородька. Став учителем історії,  російської  мови  та  словесності. Його  призначили  на роботу у Київ.
1898 — знайомство та співпраця з глухівським етнографом Пелагеєю Литвиновою-Бартош. Тоді ж бере участь в археологічних розкопках на території Глухова.
1898-1902 рр. викладав у Глухівських жіночій та чоловічий гімназіях.
1925 — продовжував працювати в Київській Трудовій школі №20 (його учні подавали роботи до  Етнографічної Комісії Української Академії Наук)
1926 — Етнографічно-фольклорна комісія при ВУАН залучила Малинку до свого складу.
1928 — обраний головою Ради Всеукраїнського етнографічного товариства. Також співредактор журналу «Побут».
1929 — видав епохальну працю «Кобзарі О. Власко та Д. Симоненко й лірник А. Іваницький, їхній репертуар».
1930 — пішов на заслужену пенсію.
22 травня 1941 — помер у Києві, де і був похований (місце останнього спочинку поки невідоме).
На освітянській ниві трудився близько сорока років і свою працю поєднував з повсякденним вивченням усної творчості народу та його побуту.
Подвижницьку працю О.Н. Малинки відзначено орденом Святого Станіслава ІІІ ступеня.
Найбільш помітною працею у часи Російської імперії став «Сборник материалов по малоруському фольклору», виданий як додаток до «Земского сборника Черниговской губернии» 1902 (окремою книжкою видано 1903). Цей збірник Борис Грінченко назвав «наиболее крупной его работой». Академік В. М. Гнатюк написав рецензію на книжку:
| «І хоч збірник не без хиб, на що я поклав натиск, то все приносить він багато цінного матеріалу й зістане ся не малим вкладом у нашу фольклорну літературу». Рецензент «Живой старины» наголошував: «Збірник дуже хороший». Належну оцінку дав цій книзі й професор С. В. Савченко: «По содержанию своему сборник г. Малинки принадлежит несомненно к числу лучших украинских сказок, а для Черниговской губ[ернии] он – самый лучший сборник». |
У збірнику Малинка широко представив фольклор Чернігівської, Волинської, Полтавської губерній: колядки, щедрівки, загадки, прислів'я, жарти, замовляння, народна медицина, народні прикмети, апокрифи. Крім того, старовинні обрядові пісні — колядки й щедрівки — записувалися не тільки з уст простого народу, а й від духовних осіб. Через це у збірнику є щедрувальні й колядкові пісні книжного походження.
Географія фольклорної діяльності
- Борзнянський, Козелецький, Ніжинський, Остерський, Новгород-Сіверський, Глухівський, Кролевецький, Конотопський повіти Чернігівської губернії;
- Дубнівський, Заславський, Кременецький, Луцький, Острозький, Рівненський, Староконстантинівський повіти Волинської губернії;
- Сквирський, Черкаський повіти Київської губернії;
- Зіньківський, Золотоніський, Прилуцький, Полтавський, Роменський повіти Полтавської губернії;
- Гайсинський повіт Подільської губернії.

Також низка записів поза межами України — на Курщині та Орловщині.

## Праці
- Александр Малинка. Особенности говора м. Мрина, Нежинского уезда Черниговской губернии, 1892.
- Александр Малинка. «Малорусское весильле. I. Свадебные обряды и песни, записанные в м. Мрине, Нежинского уезда, Черниговской губернии», 1897.
- Александр Малинка. «К истории народного театра», 1897.
- Александр Малинка. «Малорусское весильле. 2. Обряды и песни Черниговской губернии (продолжение)», 1898.
- Александр Малинка. «Малорусское весильле. 3-5. Обряды и пляски Полтавской, Киевской и Харьковской губерний», 1898.
- Александр Малинка. «Родыны и хрестыны», 1898.
- Александр Малинка. «Писанки и крашанки (Съ приложеніемъ таблицъ)», 1899.
- Александр Малинка. К вопросу об источнике «Москаля-Чаривныка» Котляревского. — Журнал «Киевская старина», 1903.
- Александр Малинка. Сборник материалов по малорусскому фольклору (Черниговская, Волынская, Полтавская и некот. др. губ.). Додаток до «Земского сборника Черниговской губернии», 1902.
- Олександр Малинка. «Кобзарі С. Власко та Д. Симоненко й лірник А. Іваницький; їхній репертуар», 1929.

Автор статей про кобзарів та лірників: «Прокоп Чуб» (треба читати «Прокоп Дуб» — В. П.), «Кобзар Петро Герасько та лірник Максим Прищенко», «Лірник Євдоким Микитович Мокровіз», «Лірник Андрій Корнієнко», «Лірник Анатолій Гоминюк», «Кобзарі С. Власко та Д. Симоненко й лірник Д. Іваницький».

## Відзнаки
Лауреат стипендії Платона Осиповича Рудановського в гімназії при Ніжинському Історико-філологічному інституті князя Безбородька.
Лауреат премії імені Гоголя Російської АН.
Нагороджений орденом Святого Станіслава ІІІ ступеня.